# میگل آنخل اسپینولا
میگل آنخل اسپینولا (انگلیسی: Miguel Ángel Espínola؛ زادهٔ ۵ آوریل ۱۹۷۴) بازیکن فوتبال اهل اسپانیا است.
از باشگاه‌هایی که در آن بازی کرده‌است می‌توان به باشگاه فوتبال رکریتیوو اوئلوا، باشگاه فوتبال گرانادا، و باشگاه فوتبال آلمریا اشاره کرد.